# プログレスMS-15
プログレスMS-15（ロシア語: Прогресс МC-15、ロシア製造番号444、NASAではプログレス76Pと呼称）は、国際宇宙ステーション（ISS）への再補給のためにロスコスモスが打ち上げるプログレス補給船。これはプログレス宇宙機の167回目の飛行となる。

## 来歴
プログレスMSはプログレスMをもとに航法装置を強化した無人輸送機。この強化されたバリエーションは2015年12月21日に初めて打ち上げられた。このバージョンでは以下の強化が施されている：
- 人工衛星を展開可能な新しい外部コンパートメント。それぞれのコンパートメントは4個までの発射コンテナーを搭載することができる。プログレスMS-03で初めて搭載された。
- ドッキングおよび密閉機構の電気モーターの予備システムの追加による強化された冗長性
- 貨物コンパートメントへのパネル追加による微小隕石防護力の増強
- ロシアのルーチ中継衛星とのリンク機能によって、地上局の視野外でもテレメトリーと制御が可能に
- 地上局による軌道決定の必要なしに状況ベクトルおよび軌道パラメーターの決定を可能にするGNSS自律航法
- 宇宙ステーションとの直接無線データ交換機能によるリアルタイムの相対ナヴィゲーション
- ドッキング操作のための強化されたTV視野を可能にする新しいディジタル無線システム
- 統合コマンド・テレメトリー・システム（UCTS）によるウクライナ製のChezara Kvant-V無線システムおよびアンテナ・フィーダー・システムの置き換え
- クルスAからクルスNAディジタル・システムへの置き換え

## 打ち上げ
ソユーズ2.1aロケットがプログレスMS-15を国際宇宙ステーションへ打ち上げるために使用された。プログレスMS-15は2020年7月23日14時26分21秒 UTCにバイコヌール宇宙基地31番射点から打ち上げられた。通常の打ち上げの後、プログレスMS-15は同日17時45分00秒 UTCにピアース・モジュールにドッキングした。

## ドッキング
打ち上げの約3時間20分後の17時45分00秒 UTCにプログレスMS-15はピアース・モジュールの天底側ポートに自動で成功裏にドッキングし、2021年2月までその場所にとどまった。ミッション完了後、プログレスMS-15はステーションから離脱し、南太平洋上で破壊されるように大気圏に再突入した。

## 貨物
プログレスMS-15宇宙機は、1430kgの与圧貨物を含む2540kgの貨物を搭載していた：
- 与圧貨物： 1430 kg
- 燃料： 620 kg
- 酸素： 46 kg
- 水： 420 kg

## ドッキング解除と投棄
プログレスMS-15は2021年2月9日までステーションにドッキングしており、ゴミを積み込んでステーションから離れ、南太平洋上で破壊されるように大気圏に再突入した。当初の計画ではピアース・モジュールも一緒にステーションを離れ、このミッションの終わりに廃棄されるはずだったが、ナウカ・モジュールの打ち上げまでステーションに残されることになった。